# Yothatikan Football Club
El Yotha FC es un equipo de fútbol de Laos que milita en la Liga de Fútbol de Laos, el torneo de fútbol más importante del país.

## Historia
Fue fundado en el año 1997 en la capital Vientián y ha tenido varios nombres en su historia, los cuales han sido:
- 1997-2008: MCTPC FC (Ministry of Communication, Transportation, Post and Construction)[1]
- 2008-12: MPWT FC (Ministry of Public Works and Transport)[2]
- 2012-hoy: Yotha FC[3]

El club ha sido campeón de liga en 3 ocasiones y han ganado 2 torneos de copa, todos a inicios del siglo XXI.
A nivel internacional fueron el primer club de Laos en jugar el Campeonato de Clubes de la ASEAN en el 2003 y también han jugado en la Copa de Singapur, aunque en ambos casos no pasaron de la primera ronda.

## Palmarés
- Liga de Fútbol de Laos: 3

2002, 2003, 2011
- Copa del Primer Ministro: 2

2003, 2007
- Juegos Nacionales de Laos: 1

2008

## Participación en competiciones de la ASEAN
- ASEAN Club Championship: 1 aparición

2003 - Fase de grupos

## El Club en la Estructura del Fútbol de Singapur
| Temporada | Torneo           | Ronda | Club            | Resultado |
| --------- | ---------------- | ----- | --------------- | --------- |
| 2012      | Copa de Singapur | 1     | Albirex Niigata | 0-1       |

## Patrocinadores
| Periodo   | Uniforme    | Patrocinio   |
| --------- | ----------- | ------------ |
| 2010      | FBT         | Lao Toyota   |
| 2011–2013 | Gn Sport    | Lao Airlines |
| 2014-     | Grand Sport | Lao Airlines |

## Clubes Afiliados
- BEC Tero Sasana FC

## Entrenadores
- Bounlap Khenkitisak (1997–2009)
- Somsack Keodara (2010-)